# منتخب هونغ كونغ لكرة القدم
منتخب هونغ كونغ لكرة القدم (بالصينية: 香港足球代表隊) هو الممثل الرسمي لهونغ كونغ في المحافل الدولية مثل كأس العالم وكأس آسيا لكرة القدم وبطولة شرق آسيا لكرة القدم. يمثل المنتخب اتحاد هونغ كونغ لكرة القدم وهو الجهة الرسمية التي تتولى تنظيم شؤون كرة القدم في البلاد. أفضل إنجازات المنتخب هي الحصول على المركز الثالث في كأس آسيا عام 1956.

## وصلات خارجية
- قائمة بيانات المنتخب من الموقع الرسمي للفيفا باللغة العربية